# 巴斯德氏芽菌属
巴斯德氏芽菌属为巴斯德氏芽菌科的一属细菌。该属的模式种为（Pasteuria ramosa）。
其模式种P．ramosa Metchnikoff 1888 (AL) strain ATCC 27377已被转成Pirellula staleyi，因而该属之分类地位有待商榷；该属由Metchnikoff于1888年进行描述，经Starr等人于1983年修正，建议作为模式种。

## 下属物种
本属包括以下物种：
- 西泽巴斯德氏芽菌 Pasteuria nishizawae Sayre et al. 1992
- Pasteuria penetrans (ex Thorne 1940) Sayre and Starr 1986
- Pasteuria ramosa Metchnikoff 1888[1]
- 索恩氏巴斯德氏芽菌 Pasteuria thornei Starr and Sayre 1988，多枝巴斯德氏芽菌